# Epichlorops
Epichlorops is een vliegengeslacht uit de familie van de halmvliegen (Chloropidae).

## Soorten
- E. exilis (Coquillett, 1898)
- E. puncticollis (Zetterstedt, 1848)
- E. scabra (Coquillett, 1898)